# Jean Rondeau

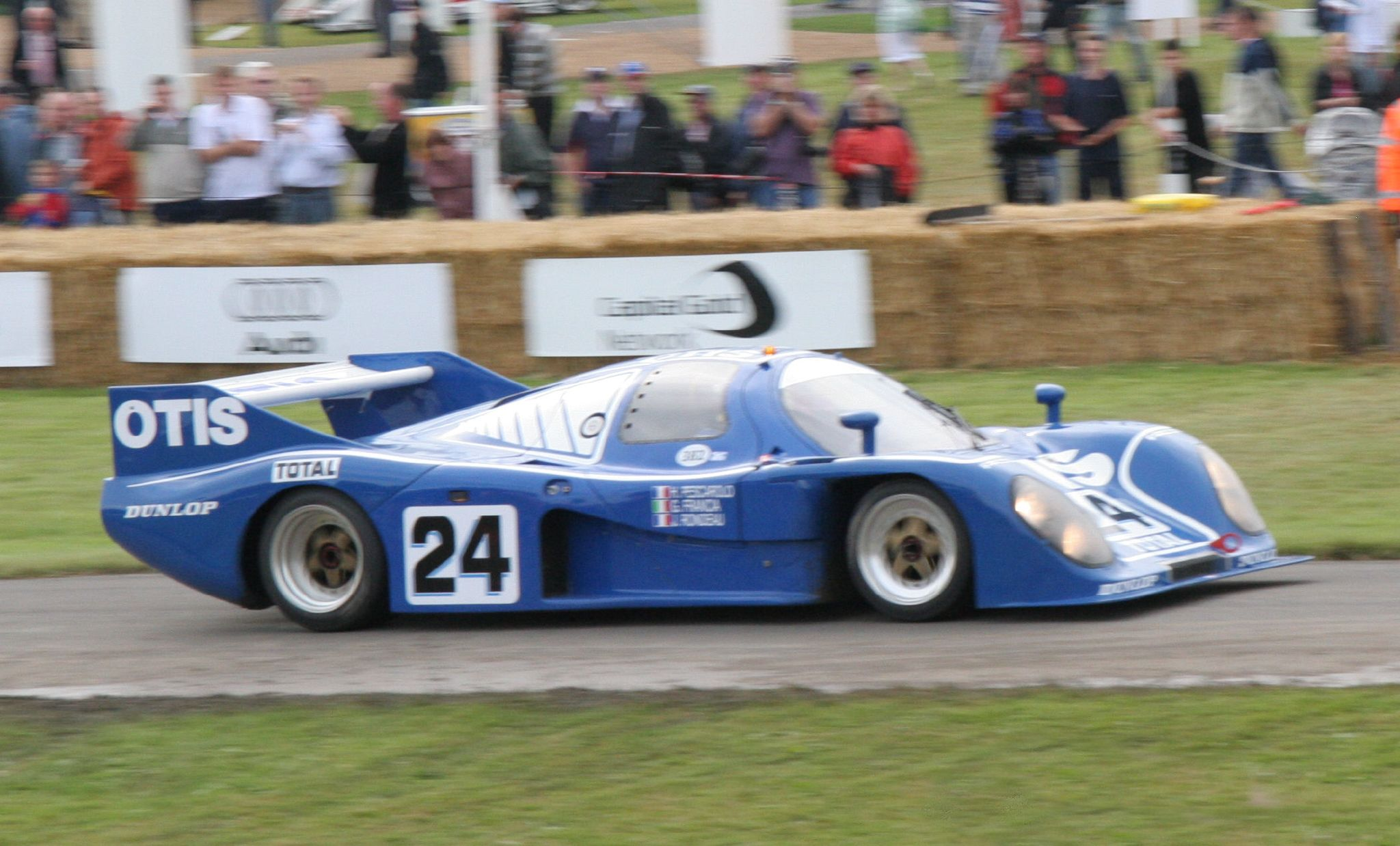
Rondeau M382

Jean Rondeau, född den 13 maj 1946 i Le Mans, död den 27 december 1985 i Champagné, var en fransk racerförare.
Rondeau började med bilsport 1968. 1972 körde han sitt första Le Mans 24-timmars, i en Chevron. 
Från 1976 byggde Rondeau egna sportvagnsprototyper, de första åren under namnet Inaltéra, men senare under namnet Rondeau. 1980 vann han Le Mans-loppet, den ende hittills som vunnit i en bil med eget namn. 
Rondeau avled i en trafikolycka, när han körde framför ett tåg vid en järnvägsövergång.